# Impasse Sandrié
L'impasse Sandrié est une voie du 9e arrondissement de Paris, en France.

## Situation et accès
L'impasse Sandrié est une voie située dans le 9e arrondissement de Paris. Elle débute  place Charles-Garnier et se termine square de l'Opéra-Louis-Jouvet.

## Origine du nom
Elle doit son nom au propriétaire du terrain qui fit construire la voie.

## Historique
Cette impasse ouverte en 1775, sous le nom et l'orthographe de « cul-de-sac Cendrier », était située avant le percement de la rue Auber sur des terrains de l'ancien passage Sandrié qui, par bail emphytéotique, avaient été cédés en 1773 à Jérôme Sandrié par les religieux Mathurins.